# Marco Ameglio
Marco Antonio Ameglio Samudio (Ciudad de Panamá; 28 de febrero de 1961) es un político y empresario panameño. Fue diputado de la Asamblea Nacional de Panamá por parte del Partido Arnulfista (luego Partido Panameñista) desde 1989 hasta 2004, y fue presidente del partido desde 2005 hasta 2006. Formó parte de la Junta Directiva del Canal de Panamá durante el período 2010-2018. En 2018, luego de renunciar a la junta directiva se postuló, como candidato de libre postulación a la presidencia de Panamá por el periodo 2019-2024.

## Biografía
Ameglio posee ascendencia italiana por parte de su padre. Estudió administración de empresas en la Universidad Católica Santa María La Antigua, y estudió un posgrado en alta gerencia en el Instituto Centroamericano de Administración de Empresas (INCAE) y procesamiento de lácteos en la Universidad Estatal de Pensilvania. En 1986 fundó junto con su padre, Juan Gabriel Ameglio Pederzoli, una empresa productora de leche llamada Bonlac la cual tiempo después dirigió. Está casado con la arquitecta y escultora Xenia de Ameglio, y tiene dos hijos.

## Carrera política

### Primeros años
Inició su vida política a finales de 1970 durante el régimen militar de Omar Torrijos Herrera, mientras cursaba quinto año de secundaria en el Colegio San Agustín. Empezó como suplente del legislador Mario J. De Obaldía del Partido Panameñista Auténtico en 1984, y estuvo vinculado al Diario Extra, creado para combatir la dictadura militar.
En las elecciones generales de 1989 logró convertirse en legislador principal por el Partido Liberal Auténtico. El 1 de septiembre de 1991, con el apoyo del Partido Demócrata Cristiano (que había pasado a la oposición del gobierno de Guillermo Endara) fue elegido presidente de la Asamblea Nacional de Panamá para el período legislativo 1991-1992, siendo la persona más joven que haya ocupado el puesto. En las elecciones de 1994, buscó la reelección como legislador pero a través del recién creado Movimiento de Renovación Nacional (Morena), y logró la curul a través de la figura del «llanero solitario», que era el otorgamiento inmediato de un escaño a aquellos partidos que subsistían luego de las elecciones (y abolido en 2009). Posteriormente, en las elecciones generales de 1999, logró reelegirse para un tercer término pero a través del Partido Arnulfista (hoy Partido Panameñista).

### En el panameñismo
Siendo miembro del Partido Arnulfista, en 2003 se postuló como precandidato a la presidencia, pero sus intenciones fueron impedidas, debido a que una reforma electoral en 2002 eliminó la obligatoriedad de los partidos en realizar elecciones primarias, y el Directorio Nacional del partido en mayoría decidió hacer la selección del candidato presidencial a través de una convención extraordinaria. Así, el 23 de junio de 2003, los 630 convencionales del partido ratificaron sin rivales a José Miguel Alemán, favorito de la presidenta Mireya Moscoso, como candidato presidencial en las elecciones generales de 2004.
No obstante, Moscoso le propuso a Ameglio la candidatura de la alcaldía del distrito de Panamá por el arnulfismo; si bien el 3 de diciembre de 2003 Ameglio rechazó la oferta con duros cuestionamientos, cambió de opinión el 15 de diciembre y aceptó la postulación pero con condiciones. Tuvo como candidatos a vicealcaldes al boxeador Roberto Durán (luego declinó para cederlo a Edwin Cabrera) y el legislador suplente Nodier Miranda; no obstante, fue superado por el incumbente Juan Carlos Navarro del Partido Revolucionario Democrático.
Tras la derrota del arnulfismo en las elecciones presidenciales, Ameglio creó una facción llamada «Rescate Panameñista» e hizo un fuerte pulseo para renovar la dirigencia del partido, liderada por Moscoso desde inicios de la década de 1990. El 16 de enero de 2005, en una convención extraordinaria el partido fue renombrado a Partido Panameñista, tanto Moscoso como Ameglio limaron asperezas, y cedió a este último la presidencia del partido, dentro de una etapa de transición y renovación que duró un año, pero que mantuvo fricciones con otras facciones como las del empresario Juan Carlos Varela, la del diputado José Isabel Blandón y la del excanciller Harmodio Arias Cerjack. Luego, en 2006 se postuló para la reelección como presidente del partido, pero fue superado por Varela en la convención nacional del 29 de julio. En 2008, Ameglio intentó nuevamente postularse como precandidato presidencial del panameñismo con miras a las elecciones generales de 2009, pero quedó en un distante tercer lugar en las primarias del 6 de julio, por detrás de Varela, quien fue el ganador, y de Alberto Vallarino.
Posteriormente, Ameglio bajó su perfil en la política y durante el gobierno de Ricardo Martinelli fue nombrado miembro de la Junta Directiva del Canal de Panamá, posición ratificada el 10 de marzo de 2010 para el período 2010-2019. En las elecciones generales de 2014, Ameglio se limitó a respaldar a Varela como candidato presidencial.

### Como político independiente
El 13 de junio de 2018 anunció la renuncia a su posición en la Junta Directiva del Canal de Panamá, para buscar una candidatura presidencial por la libre postulación rumbo a las elecciones generales de 2019, pero sin renunciar al Partido Panameñista. No obstante, luego de recolectar 26 000 firmas por siete semanas este se retractó de sus declaraciones iniciales y renunció al panameñismo el 21 de agosto del mismo año. El 3 de enero de 2019 anunció al abogado Mario Boyd Galindo como su vicepresidente.
Ameglio se basó en su candidatura con 15 puntos enmarcados en lo que llamó «revolución independiente», enfocado en nombrar funcionarios sin distinción de origen político, reformas a la Asamblea Nacional, mejoras en la salud, agua, sector primario, sector turismo, transporte y educación, así como atención al medio ambiente, las zonas comarcales y al Canal de Panamá. Declaró dura oposición al matrimonio igualitario, que lo considera como «antibiológico e ilógico», así como oposición al aborto y apoyo a un control migratorio; mientras que mostró apoyo al cannabis medicinal. También propulsó una campaña agresiva tildando a sus rivales políticos como «ratas». Sin embargo, fue el candidato presidencial menos votado, apenas obteniendo 11 mil votos (0,6%).